# La Sicilia del Gattopardo
Pour plus de détails, voir Fiche technique et Distribution.
La Sicilia del Gattopardo est un film documentaire de 40 minutes réalisé en 1960 par Ugo Gregoretti sur la vie de Giuseppe Tomasi di Lampedusa et la genèse de son roman Le Guépard.
Il s'agit d'un documentaire à la recherche du « Gattopardo », Giuseppe Tomasi, dernier prince de Lampedusa, dans le  Palerme contemporain. 
Une séquence est tournée dans un ossuaire sicilien à la recherche de sa tombe.
Le film a remporté le prix Italia en 1960,.
En octobre 1960, le documentaire est projeté en avant-première au siège de la RAI, en présence de Luchino Visconti, ce qui permet à ce dernier de trouver le Palais Valguarnera-Gangi, un palais nobiliaire capable d'accueillir sa production pour son adaptation cinématographique du roman de Tomasi di Lampedusa.

## Fiche technique
- Titre original  : La Sicilia del Gattopardo
- Réalisation : Ugo Gregoretti
- Photographie : Adriano Maestrelli
- Musique: Gino Pegosi
- Montage: Jenner Menghi